# Litchville
Litchville är en ort i Barnes County i den amerikanska delstaten North Dakota med en yta av 3,8 km² och en folkmängd som uppgår till 191 invånare (2000).

## Kända personer från Litchville
- Fred G. Aandahl, guvernör i North Dakota 1945-1951